# Epirhyssa alternata
Epirhyssa alternata là một loài tò vò trong họ Ichneumonidae.